# Weinbachspring
Koordinaten: 49° 24′ 31,1″ N, 8° 8′ 16,5″ O
Die Weinbachspring ist die gefasste Quelle des Weinbachs. Sie ist als Naturdenkmal eingestuft und befindet sich im Martental des Pfälzerwaldes auf der Waldgemarkung der pfälzischen Landstadt Deidesheim.
Die Quelle wurde nach 1906 gefasst und nebenan eine Schutzhütte gebaut; sie ist offen, aus gemauerten Bruchsteinen geschaffen und trägt ein Dach aus Holzbalken.
Etwa 400 m östlich der Weinbachspring liegt der Grimmeisenbrunnen, eine ebenfalls als Naturdenkmal eingestufte gefasste Quelle, deren Wasser wie das der Weinbachspring den Weinbach speist.